# 筒井あやみ
もしかして
- 筒井あやめ

ではありませんか？